# Calletaera schistacea
Calletaera schistacea is een vlinder uit de familie van de spanners (Geometridae). De wetenschappelijke naam van de soort is, als Luxiaria schistacea, voor het eerst geldig gepubliceerd in 1900 door Charles Swinhoe.